# Zentrales Vereinsregister

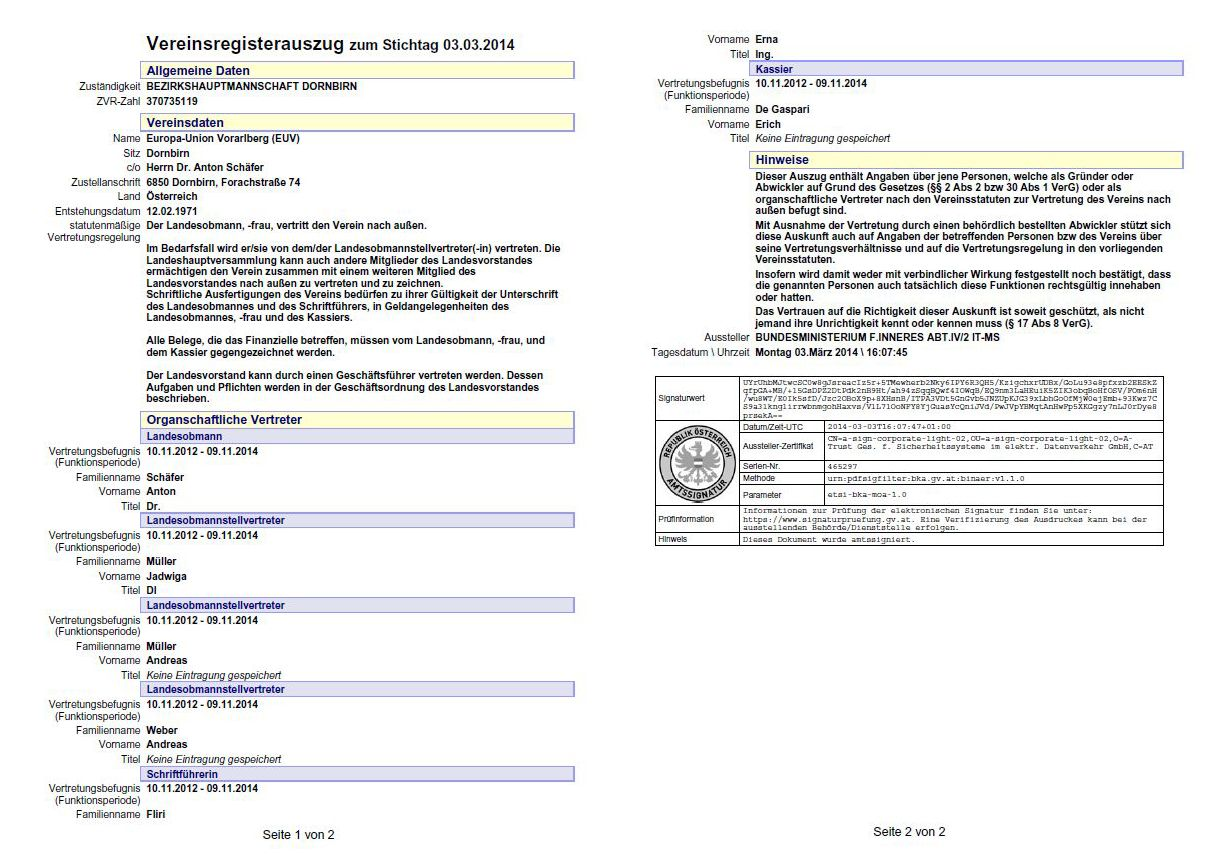
„Vereinsregisterauszug zum Stichtag 03.03.2014“ aus dem Zentralen Vereinsregister mit elektronischer Signatur für den Verein Europa-Union Vorarlberg (EUV)

Das Zentrale Vereinsregister (ZVR) ist eine amtliche Datenanwendung der Republik Österreich, die seit 1. Jänner 2006 beim Bundesministerium für Inneres eingerichtet ist. Rechtliche Grundlage ist der 3. Abschnitt des Vereinsgesetzes 2002.
Um einen österreichischen Verein eindeutig zu identifizieren, wird ihm eine 1- bis 10-stellige Zufallszahl zugewiesen. Diese ZVR-Zahl ist von den Vereinen nach § 18 Abs. 3 Vereinsgesetz 2002 im Rechtsverkehr nach außen zu führen.
Die Möglichkeit, aus dem ZVR einen Vereinsregisterauszug abzurufen, steht jeder Person mit Internetzugang kostenfrei zur Verfügung. Aus Datenschutzgründen sind nur Einzelabfragen zulässig; Sammel- oder Verknüpfungsabfragen sind daher nicht möglich. Analog den natürlichen Personen im Zentralen Melderegister kann gemäß § 17 Abs. 4 bis 6 auch jeder eingetragene Verein „im Fall einer außergewöhnlichen Gefährdung, insbesondere bei Vorliegen besonderer Kategorien personenbezogener Daten (§ 15) bei der Vereinsbehörde beantragen, dass Auskünfte über ihn nicht erteilt werden (Auskunftssperre). Dem Antrag ist stattzugeben, soweit ein schutzwürdiges Interesse glaubhaft gemacht wird. Die Auskunftssperre kann für die Dauer von höchstens zwei Jahren verfügt oder verlängert werden.“
Die Online-Suche ist im ZVR nach der ZVR-Zahl (inklusive führender Nullen der neunstelligen Zahl; zum Beispiel: 001234567), nach dem Vereinsnamen oder auch nur nach seinen Namensbestandteilen möglich, allenfalls ergänzt mit dem Vereinssitz (Ort). Der nach Abfrage generierte Vereinsregisterauszug zum Stichtag TT.MM.JJJJ im Format PDF ist elektronisch signiert und damit ein amtliches Dokument.
Neben der Online-Abfrage im Zentralen Vereinsregister kann jeder Auskunftssuchende auch Auskunft aus dem Lokalen Vereinsregister bei der örtlich für die Anmeldung von Vereinen zuständigen Vereinsbehörden einholen. Es sind dies die Bezirkshauptmannschaften oder die Landespolizeidirektionen bzw. das Polizeikommissariat, in Wien nur die Landespolizeidirektion – in Krems sowie Waidhofen jedoch der Magistrat.

## Rechtsgrundlagen
- Bundesgesetz über Vereine (Vereinsgesetz 2002 – VerG), StF BGBl. I Nr. 66/2002, 3. Abschnitt (Vereinsregister und Datenverarbeitung) in der geltenden Fassung:
  - § 15, Verarbeitung besonderer Kategorien personenbezogener Daten
  - § 16, Lokales Vereinsregister
  - § 17, Erteilung von Auskünften aus dem Lokalen Vereinsregister
  - § 18, Zentrales Vereinsregister
  - § 19, Erteilung von Auskünften aus dem Zentralen Vereinsregister
- Verordnung der Bundesministerin für Inneres über die Durchführung des Vereinsgesetzes (Vereinsgesetz-Durchführungsverordnung − VerGV), StF BGBl. II Nr. 60/2005 in der geltenden Fassung.